# Yang (nom de famille)
Pour les articles homonymes, voir Yang et Yáng.
Cette page présente le nom de famille Yang ainsi que ses variantes.
 (mai 2023).
La mise en forme du texte ne suit pas les recommandations de Wikipédia : il faut le « wikifier ».
Les points d'amélioration suivants sont les cas les plus fréquents. Le détail des points à revoir est peut-être précisé sur la page de discussion.
- Les titres sont pré-formatés par le logiciel. Ils ne sont ni en capitales, ni en gras.
- Le texte ne doit pas être écrit en capitales (les noms de famille non plus), ni en gras, ni en italique, ni en « petit »…
- Le gras n'est utilisé que pour surligner le titre de l'article dans l'introduction, une seule fois.
- L'italique est rarement utilisé : mots en langue étrangère, titres d'œuvres, noms de bateaux, etc.
- Les citations ne sont pas en italique mais en corps de texte normal. Elles sont entourées par des guillemets français : « et ».
- Les listes à puces sont à éviter, des paragraphes rédigés étant largement préférés. Les tableaux sont à réserver à la présentation de données structurées (résultats, etc.).
- Les appels de note de bas de page (petits chiffres en exposant, introduits par l'outil «  Source ») sont à placer entre la fin de phrase et le point final[comme ça].
- Les liens internes (vers d'autres articles de Wikipédia) sont à choisir avec parcimonie. Créez des liens vers des articles approfondissant le sujet. Les termes génériques sans rapport avec le sujet sont à éviter, ainsi que les répétitions de liens vers un même terme.
- Les liens externes sont à placer uniquement dans une section « Liens externes », à la fin de l'article. Ces liens sont à choisir avec parcimonie suivant les règles définies. Si un lien sert de source à l'article, son insertion dans le texte est à faire par les notes de bas de page.
- La présentation des références doit suivre les conventions bibliographiques. Il est recommandé d'utiliser les modèles {{Ouvrage}}, {{Chapitre}}, {{Article}}, {{Lien web}} et/ou {{Bibliographie}}. Le mode d'édition visuel peut mettre en forme automatiquement les références.
- Insérer une infobox (cadre d'informations à droite) n'est pas obligatoire pour parachever la mise en page.

Pour une aide détaillée, merci de consulter Aide:Wikification.
Si vous pensez que ces points ont été résolus, vous pouvez retirer ce bandeau et améliorer la mise en forme d'un autre article.
Yang est un nom de famille coréen. D'après le recensement sud-coréen de 2000, 486 645 personnes portaient le nom de famille Yang en Corée du Sud.

## Vue d'ensemble
Le nom de famille Yang peut être écrit dans quatre hanjas différents, indiquant différentes lignées. Le recensement sud-coréen de 2000 a montré un total de 486 645 personnes dans 151 315 ménages avec ces noms de famille.

### Hanja signifiant «pont» (梁 ou 樑)
Deulbo Yang (들보 양, 梁), qui signifie « pont », est de loin le plus courant des quatre noms de famille hanja Yang, utilisé par 389 152 personnes dans 120 534 ménages. Cela en fait le 25e nom de famille le plus courant sur 288 noms de famille distingués selon le recensement de 2000. De plus, 3 254 autres personnes dans 960 ménages ont utilisé la forme variante (樑, avec le radical « arbre » ajouté à gauche); cette variante à elle seule était le 144ème nom de famille le plus courant. Ils ont identifié 32 bon-gwans différents (maison d'un clan, pas nécessairement la résidence réelle des membres du clan) :
- Namwon, North Jeolla : 218 546 personnes dans 67 691 ménages[1]. Ils revendiquent la descendance de Yang U-ryang (梁友諒), un descendant de l'ancêtre du clan Jeju Yang Yang Eul-na qui est venu à Namwon sous le règne de Gyeongdeok de Silla[2].
- Jeju : 133 355 personnes dans 41 169 ménages[1]. Ils revendiquent la descendance de Yang Eul-na (梁乙那) du royaume de Tamna dans l'actuel Jeju, dont le nom de famille était à l'origine un autre personnage (良). Yang Sun (梁洵), un descendant de Yang Eul-na, est ensuite venu à Silla sur le continent coréen sous le règne du roi Sinmun, et les clans Namwon et Cheongju se sont ensuite séparés du clan Jeju[2],[3].
- Namyang (aujourd'hui Hwaseong, Gyeonggi ) : 7 280 personnes dans 2 173 foyers. De plus, c'était le bon-gwan rapporté par presque tous (3 211 personnes dans 957 ménages) des personnes qui utilisaient la forme variante 樑; deux autres ont signalé un bon-gwan différent, tandis que les 41 autres n'ont signalé aucun bon-gwan[1].
- Cheongju, Chungcheong du Nord : 8 499 personnes dans 2 649 ménages[1].
- Gyeongju, Gyeongsang du Nord: 6 274 personnes dans 1 990 ménages[1].
- Bon-gwan autre ou non déclaré : 15 171 personnes dans 4 862 ménages[1].

### Hanja signifiant «saule» (楊)
Beodeul Yang (버들 양, 楊), qui signifie « saule », est le deuxième plus courant des quatre noms de famille Yang en hanja, utilisé par 93 416 personnes dans 29 558 ménages. Cela en a fait le 55e nom de famille le plus courant lors du recensement de 2000.

### Hanja signifiant  «aider» (襄)
Doul Yang (도울 양, 襄), qui signifie « aider », est le moins courant des quatre noms de famille de Yang en hanja, employé par 823 personnes dans 263 foyers. Cela en a fait le 182e nom de famille le plus courant lors du recensement de 2000. Le recensement n'a pas signalé de bon-gwan attitré pour ce nom de famille.

## Personnes notables avec ce nom de famille

### Académique
- Yang Ji-won (né en 1949), professeur sud-coréen de génie chimique et biomoléculaire au KAIST

### Affaire
- Michael Yang (né en 1961), entrepreneur américain d'origine sud-coréenne

### Divertissement/film
- Yang Dong-geun (né en 1979), acteur, rappeur, auteur-compositeur-interprète, producteur de disques et breakdancer sud-coréen
- Yang Hee-kyung (née en 1954), actrice sud-coréenne
- Yang Hyun-suk (né en 1969), directeur musical sud-coréen, fondateur et PDG de YG Entertainment
- Yang Ik-june (né en 1975), acteur et réalisateur sud-coréen
- Yang Jin-sung (née en 1988), actrice sud-coréenne
- Yang Jung-a (née en 1971), actrice sud-coréenne
- Yang Mi-kyung (née en 1961), actrice sud-coréenne
- Shin Min-a (née Yang Min-a, 1984), actrice et mannequin sud-coréenne
- Yang Se-jong (né en 1992), mannequin et acteur sud-coréen
- Yang Seung-pil (né en 1992), acteur sud-coréen
- Yang Soobin (né en 1994), artiste de mukbang sud-coréen
- Yang Yong-hi (né en 1964), réalisateur coréen d'origine japonaise
- Yang Yun-ho (né en 1966), réalisateur et scénariste sud-coréen
- Yang Se-hyung (né en 1985), comédien et artiste sud-coréen
- Yang Se-chan (né en 1986), comédien sud-coréen
- Eugene Lee Yang (né en 1986), acteur sud-coréen américain, producteur, auteur, réalisateur, activiste et célébrité sur Internet

### Littérature
- Yang Gui-ja (né en 1955), écrivain sud-coréen

### Militaire
- Yang Kyoung-jong, (1920–1992) soldat coréen qui a combattu pour l'armée impériale japonaise, l'armée rouge soviétique et la Wehrmacht allemande pendant la Seconde Guerre mondiale
- Yang Sung-sook, général sud-coréen

### Musique
- Yang Bang-ean (né en 1960), compositeur, arrangeur, producteur de disques et pianiste coréen né à Tokyo
- Yang Hee-eun (né en 1952), chanteur et compositeur sud-coréen
- Yang Hong-seok (né en 1994), chanteur sud-coréen et membre du boys band Pentagon
- Yang Seung-ho (né en 1987), chanteur sud-coréen, leader du boys band MBLAQ
- Sung-Won Yang, violoncelliste sud-coréen, professeur de violoncelle à l'Université de Yonsei à l'école de musique
- Yang Jeong-in (né en 2001), chanteur sud-coréen et membre du boys band Stray Kids

### Politique
- Yang Gi-tak (1871-1938), militant indépendantiste coréen, 9ème président du gouvernement provisoire de la République de Corée
- Yang Sung-chul (né en 1939), diplomate sud-coréen qui a été ambassadeur de Séoul aux États-Unis de 2000 à 2003

### Sports
- Yang Dong-geun (né en 1981), basketteur sud-coréen à la retraite
- Yang Dongi (né en 1984), artiste martial mixte sud-coréen
- Yang Hak-seon (né en 1992), gymnaste sud-coréen, premier médaillé d'or olympique du pays en gymnastique
- Yang Hee-jong (né en 1984), basketteur sud-coréen, membre de l'équipe nationale
- Yang Hong-seok (né en 1997), basketteur sud-coréen, membre de l'équipe nationale
- Yang Joon-hyuk (né en 1969), voltigeur de baseball sud-coréen à la retraite
- Yang Hyeon-jong (né en 1988), lanceur de baseball professionnel sud-coréen
- Yang Jung-mo (né en 1953), lutteur acrobatique à la retraite sud-coréen et premier médaillé d'or olympique du pays
- Yang Shin-young (né en 1990), patineur de vitesse sud-coréen sur courte et longue piste
- Yang Tae-hwa (né en 1982), danseur sur glace sud-coréen à la retraite, champion national de 1999 à 2002
- Yang Tae-young (né en 1980), médaillé de bronze olympique sud-coréen en 2004 au concours multiple individuel de gymnastique artistique
- Yang Yong-eun (né en 1972), golfeur professionnel sud-coréen et vainqueur du championnat PGA 2009
- Yang Young-ja (né en 1964), joueur de tennis de table professionnel sud-coréen qui a remporté l'or aux Jeux olympiques de 1988

### Arts visuels/mode
- Niki Yang (née en 1985), animatrice, écrivaine, scénariste et comédienne sud-coréenne

## Personnages de fiction
- Cristina Yang : personnage fictif de Grey's Anatomy joué par Sandra Oh